# Phoenix Wright: Ace Attorney
Phoenix Wright: Ace Attorney é o primeiro jogo da série Ace Attorney. Foi lançado no Japão em 11 de Outubro de 2001 para Game Boy Advance com o nome de Gyakuten Saiban.
O remake para Nintendo DS (Gyakuten Saiban Yomigaeru Gyakuten (逆転裁判 蘇る逆転; literalmente: "Turnabout Trial: Revived Turnabout")), foi lançado em 15 de setembro de 2005 com um caso extra. O remake foi lançado nos Estados Unidos e em outros países com o nome de Phoenix Wright: Ace Attorney.
O remake conta com a possibilidade de usar o microfone e a tela sensível do DS para substituir os simples controles que a versão de Game Boy Advance tinha. Por exemplo, o jogador pode tanto tocar um botão na tela, como pode também gritar (segurando o botão Y do DS): "Objection!", "Hold it!" e "Take that!". A versão japonesa possui opções para japonês e inglês. As versões européias possuem versões em inglês, espanhol, italiano, alemão e francês. A versão lançada para Gameboy Advance foi relançada para PC pela companhia japonesa SourceNext, logo após o lançamento para o DS. Uma versão para celulares foi lançada em 2007 no formato de episódios. Entretanto, essa versão só teve uma parte lançada até agora.
Phoenix Wright: Ace Attorney tem como protagonista o advogado de defesa Phoenix Wright, que trabalha na "Fey and Co. Law Offices", que pertence a outra advogada de defesa Mia Fey. Há também outros personagens, como Maya Fey, irmã mais nova de Mia; Miles Edgeworth, um promotor rival; Dick Gumshoe, um detetive atrapalhado; Larry Butz, um velho amigo de Phoenix; e muitos outros personagens. A maioria dos julgamentos são separados em episódios individuais, que são cinco neste jogo. No tribunal, Phoenix deve apresentar o seu caso ao juiz, examinar os testemunhos e mostrar argumentos decentes. Na maioria das vezes, o criminoso é uma das testemunhas, e Phoenix tem que provar a falsidade do álibi da testemunha para que seu cliente seja considerado inocente. Fora do tribunal, Phoenix deve coletar evidências e conseguir o máximo possível de informação das pessoas envolvidas no caso. A perspectiva de visão no tribunal é em terceira pessoa, enquanto que fora do tribunal é em primeira pessoa.
Mesmo em sua primeira versão, Phoenix Wright: Ace Attorney têm tido sucesso comercialmente. A versão para Nintendo DS sofreu falta do produto nas lojas, devido a alta procura.
Desde o lançamento da versão para GameBoy Advance, a série gerou várias sequências e spin-offs. Duas sequências diretas foram produzidas, Phoenix Wright: Ace Attorney Justice for All e Phoenix Wright: Ace Attorney Trials and Tribulations, que contém os mesmos personagens e Phoenix avançando em sua carreira. Esses jogos também foram refeitos para o Nintendo DS, entretanto, não ganharam conteúdo adicional. Trials and Tribulations encerra um mistério que não resolvido no primeiro jogo da série, e não houve mais jogos estrelando Phoenix Wright desde então. Entretanto, um novo título foi lançado para Nintendo DS, que tem como protagonista o advogado novato Apollo Justice, no jogo Apollo Justice: Ace Attorney. Um spin-off foi lançado com o título de Ace Attorney Investigations: Miles Edgeworth, estrelando o promotor Miles Edgeworth e o detetive Dick Gumshoe.

## Desenvolvimento

### Tradução
O time de tradução, liderado pelo tradutor Alexander O. Smith criou uma tradução para Phoenix Wright: Ace Attorney que faz várias referências a cultura pop e citações famosas de filmes. Os membros do time de tradução JP Kellams e Janet Hsu confirmara, que estes eram o treino deles em várias entrevistas, declarando que a versão original em japonês estava cheia de referências à cultura japonesa, principalmente programas de Tokusatsu e os fãs, o que era o pano de fundo cultural para um caso inteiro. O time de tradução traduziu esses termos para referências apropriadas a cultura ocidental.

### Edição limitada
Disponível somente para clientes japoneses que fizeram a pré-ordem, uma edição limitada estava disponível, embalada em uma caixa especial de cor preta com o logotipo aumentado do jogo na frente. A versão custava um pouco mais que a edição normal, mas era compensanda por ter um disco bônus contendo a trilha sonora do jogo, uma alça para celular com a marca "Gyakuten Saiban", um chaveiro com uma exclamação da frase "Igiari!" ("Objeção!", em português) e uma stylus com a ponta sendo uma mão apontando na ponta em que se toca na tela. Quem comprou o pacote também recebeu um volume de mangá com histórias com os personagens do jogo.

## Recepção
As várias versões de Phoenix Wright: Ace Attorney tem tido bastante sucesso. No Japão, a versão original para Game Boy Advance vendeu 58.877 unidades até a data atual, e a versão com preço diferente só para o Japão vendeu mais ainda, chegando a 129.630. A versão para Nintendo DS vendeu 128.842 unidades, enquanto a versão somente para o Japão de preço diferente vendeu 148.663 unidades. Até o fim de 2007, a versão de preço diferente para o Japão vendeu 254.681 cópias, com 141.681 vendidas naquele ano e 130.020 no anterior.
Phoenix Wright: Ace Attorney foi difícil de se obter nas lojas logo após o lançamento na América do Norte, devido uma alta demanda inesperada. A Capcom enviou mais unidades em março de 2006 . Enviaram novamente mais cópias em Junho de 2006, que acabou em uma semana. Até Fevereiro de 2007, a Capcom enviou 100.000 cópias de Phoenix Wright..
O jogo recebeu críticas favoráveis, conseguindo uma pontuação agregada de 81/100 e 82% dos sites Metacritic e Game Rankings respectivamente. Craig Harris, da IGN comentou que o jogo era "duramente linear"  mas "interessante e bem-escrito" Ele acredita que o script foi "facilitado" em contraste do sistema jurídico atual, apesar de que o jogo lembre vagamente o sistema de lei no Japão. Shane Bettenhausen do site 1UP achou que o jogo tem uma "história interessante e bem-traduzida" e "'cenas de batalha' num tribunal" Carrie Gouskos do GameSpot  achou que a apresentação do jogo é "única e surpreendente", mas criticou a linearidade, dizendo que "todas escolhas inevitavelmente levam ao mesmo resultado".